# Ered Lómin
Las Ered Lómin (‘montes del eco’ en sindarin) son unas montañas ficticias creadas por el escritor británico para ambientar sus historias de El Silmarillion.

## Etimología y significado del nombre
Ered Lómin es un nombre sindarin, y puede traducirse como ‘montes del eco’. Está compuesto por las palabras ered, plural de orot, que significa ‘montaña’; y lómin, que significa ‘del eco’. Recibieron ese nombre porque contra ellas resonó el terrible grito de ayuda que profirió Melkor cuando Ungoliant le atacó para apoderarse de los Silmarils; y se dice que cada vez que alguien gritaba en su dirección resonaba el mismo eco con la voz de Morgoth.

## Geografía ficticia
Ubicadas al norte de Beleriand, se extendían de norte a sur casi bordeando la costa del Belegaer, separando las regiones de Hithlum, de Nevrast y de Lammoth. Junto a las Ered Wethrin, con las que se unía en el sur, y las colinas de Mithrim, al este, formaban los límites de la región de Dor-Lómin.
A través de ellas corría el túnel subterráneo conocido como Annon-In-Gelydh (‘las puertas de los noldor’) que atravesaba Cirith Ninniach. Al pie de sus laderas orientales, en Nevrast, se encontraba Linaewen, el ‘lago de los pájaros’.